# 片頭痛
片頭痛（へんずつう、migraine）とは、頭痛の一種で、偏頭痛とも表記する。発作的で脈打つような痛みや嘔吐などの症状を伴うのが特徴である。

## 概要
特別な原因疾患を伴わない一次性頭痛に分類され、その名の通り頭の片側に現れることが多いが、両側から痛む場合や後頭部にかけて起きることもある。軽度から激しい頭痛、体の知覚の変化、吐き気といった症状によって特徴付けられる神経学的症候群である。
生理学的には、男性よりも女性に多い。日本を対象とした調査では、性別有病率は男性が3.6%、女性が13％で、女性が男性の3.6倍だった。日本以外の調査でもほとんどの国で女性が男性の2～3倍である。
典型的な片頭痛の症状は片側性（頭の半分に影響を及ぼす）で、拍動を伴って4時間から72時間持続する。症状には吐き気・嘔吐、羞明（光過敏）、音過敏などがある。およそ3分の1の人は「前兆」と呼ばれる、視覚、嗅覚、あるいはその他の感覚の（片頭痛が間もなく始まることを示す）異常を経験する。
急性期治療としては、痛みにNSAID鎮痛剤や、セロトニン作動薬であるトリプタンなどの服用、吐き気に制吐剤の服用、そしてさらなる発症の抑制がある。
片頭痛には変異型があり、脳幹に由来するもの（カルシウムやカリウムイオンの細胞間輸送の機能不全が特徴的である）や、遺伝的性質のものなどがある。双子に関する研究で、片頭痛を発症する傾向への遺伝的影響が、60〜65パーセントの確率であることが分かった。さらに変動するホルモンレベルも、片頭痛と関係がある。思春期前には男女ほとんど同じ数だけ片頭痛を発症するのに対し、成人患者では実に75パーセントが女性である。妊娠中の女性は、片頭痛発作の回数が改善することが多く、特に妊娠後期は寛解する場合が多いが、妊娠中に新たに発症する場合もある。ただ、前兆のある片頭痛の場合は改善する可能性は低い。

## 分類
国際頭痛学会（International Headache Society, IHS）は『国際頭痛分類 第2版（ICHD-2）』で、片頭痛の分類と判断の指標を提供している。
ICHD-2によると、片頭痛は全部で6種類に分類できる。うち何種かはさらに詳しく分類される。以下は分類リストである。
- 前兆のない片頭痛あるいは普通型片頭痛は、前兆（視覚障害、下も参照）を伴わない片頭痛である。
- 前兆を伴った片頭痛は名前の通り前兆が発生する片頭痛である。それほど多くはないが、頭痛なしで、あるいは片頭痛ではないただの頭痛とともに前兆が現れる場合もある。他の下位分類としては、運動麻痺と前兆が起こる片頭痛である家族性片麻痺性片頭痛や孤発性片麻痺性片頭痛がある。近親者に同様の症状があれば「家族性」、そうでなければ「孤発性」とされる。他には、前兆と頭痛が言語障害、めまい、耳鳴り、その他脳幹関連の症状とともに起きる（運動麻痺はない）、脳底型片頭痛がある。
- 小児周期性症候群（片頭痛に移行することが多いもの）には、下位分類として周期性嘔吐症（時折激しい悪心や嘔吐が起こる）、腹部片頭痛（腹痛で、一般的には吐き気を伴う）、小児良性発作性めまい（時折めまいに襲われる）がある。
- 網膜片頭痛は、片眼の視覚障害や一時的失明を伴う片頭痛である（上述の前兆を伴った片頭痛とは異なる）。
- 片頭痛の合併症は、片頭痛や前兆が長いか頻繁であるか、発作や脳障害を伴うものである。
- 片頭痛の疑いは、ところどころに片頭痛の特徴が見られるが、確証を持って片頭痛であると言える証拠がない場合の症状である。

## 診断
片頭痛は、過小診断されたり誤診されたりすることがある。国際頭痛学会によると、前兆のない片頭痛は以下の「5, 4, 3, 2, 1基準」に照らし合わせて診断される。
- 5回以上の発作
- 4時間から3日にわたる発症持続
- 片側だけの発症、拍動性、中程度から激しい程度の痛み、日常的な身体動作の回避やそれによる症状悪化、のうち2つ以上当てはまる
- 吐き気や嘔吐、羞明、音声恐怖のうち1つ以上当てはまる

前兆を伴った片頭痛については、上のうち2つのみ当てはまればそのように診断される。
「Pulsating, duration of 4–72 hOurs,Unilateral,Nausea,Disabling（拍動、4-72時間の持続、片側性、吐き気、障害）」の略であるPOUNDingという語は片頭痛の診断に役立っている。上の5つの基準のうち4つが合致した場合、その片頭痛の診断における陽性尤度比は24となる。
「障害」か「吐き気あるいは過敏症」のうちどちらかが当てはまれば、感度81パーセント、特異度75パーセントの診断となる。
片頭痛は群発頭痛などの他の頭痛の原因とは区別されるべきである。片頭痛でないものは、激しい痛みや刺すような片側性の頭痛を伴い、通常発症は15分から3時間程度続く。症状の発現はすぐで、片頭痛の特徴でもある前兆のような徴候は現れない。

### 徴候と症状
片頭痛の徴候と症状は患者によって異なる。そのため、患者が発症の前、発症中、発症の後に何を経験するかは、一概に言えない。下のリストにある4つの段階は、片頭痛患者が通常経験する症状であるが、これらを必ず経験するとは限らない。さらに同じ片頭痛患者でも、経験する段階や症状は、発症が起きるごとに変わる場合がある。
1. 頭痛の数時間から数日前に起きる予兆
2. 頭痛の直前に起きる前兆
3. 痛みの段階（頭痛段階）
4. 後発症状

#### 予兆段階
片頭痛患者の40〜60パーセントが予兆と呼ばれる前駆症状を発症する。この段階の症状としては、興奮、気持ちの落ち込みか高揚といった気分の変化、疲労、あくび、過度の眠気、特定の食材に対する欲求、筋肉のこわばり（特に首周辺）、便秘か下痢、排尿回数の増加、その他内臓に関する症状、といったものがある。これらの症状は通常、片頭痛の症状の数時間から数日前に起きるため、患者本人や家族は片頭痛の発症が近いことを予知することができる。

#### 前兆段階
およそ20〜30パーセントの片頭痛患者が前兆を伴って発症する。前兆は、発症の前か発症に伴って現れる局所的神経障害である。5分から20分かけてゆっくり段階的に現れ、普通は60分以内に治まる。片頭痛の頭痛段階は、通常この前兆段階が終わってから60分以内に始まるが、数時間ほど遅れたり、そのまま始まらずに終わったりすることもある。前兆の症状には、視覚的なものや感覚的なもの、運動神経に関するものがある。
視覚的な前兆は、最もよく起きるものである。閃輝暗点と呼ばれる、まぶしいジグザグの線や見えにくい部分が視界に広がる症状が典型例である（星形要塞のような形に見えることから「要塞スペクトル」とも呼ばれる）。患者の中には、まるで厚いガラスかスモークのかかったガラスを通して見ているかのような、チラチラ光る、ぼやけた、曇った視界を訴える者もいれば、場合によっては視野狭窄や片側視野欠損を訴える者さえいる。体知覚の前兆には、体の同じ側（右側など）の手や腕、鼻や口がチクチクするように感じる手掌口症候群などがある。このチクチクする感じは腕から顔の方へ拡大していき、唇や舌に達する。
前兆の他の症状には、幻聴や幻臭、一時的な不全失語症、めまい、顔や四肢のチクチク感や無知覚、感覚過敏といったものがある。

前兆の視覚障害
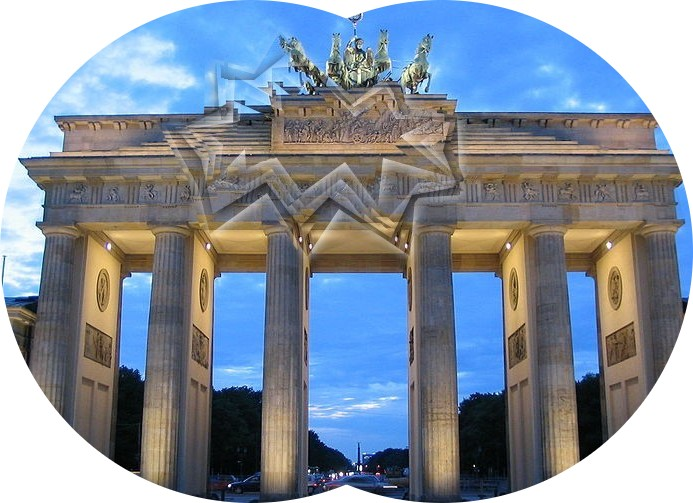
ジグザグな要塞の構造に似たもの
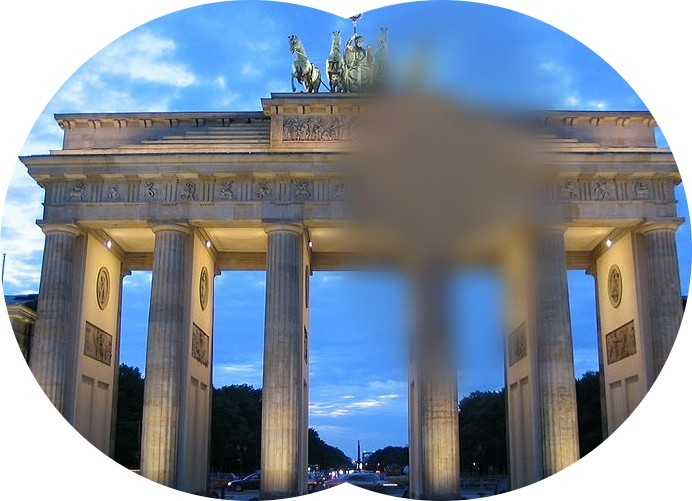
局所構造の認識を失う虚性暗点
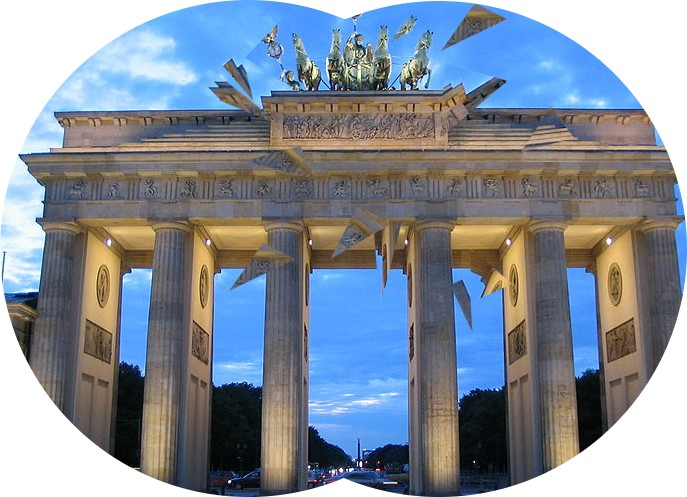
付加構造を局所的に認識する実性暗点
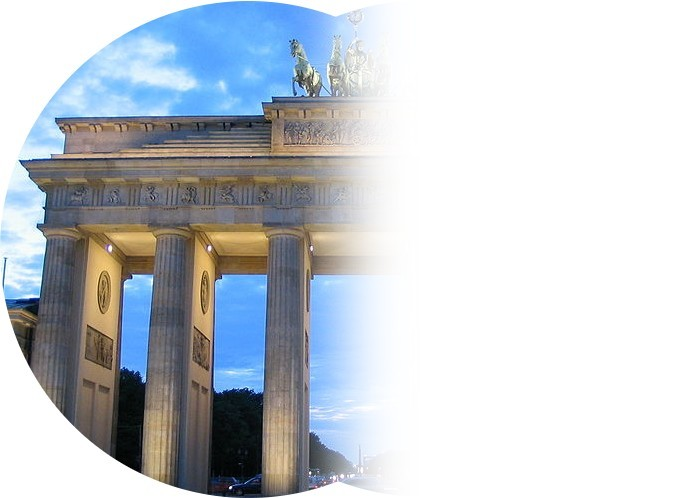
ほとんど片側を失った認識

#### 痛みの段階
典型的な片頭痛は頭の片側だけで、ズキズキして、中程度か激しい痛みを伴い、身体運動で悪化することがある。ただしこれらの特徴の全てが当てはまるわけではない。発病時から両側が痛むこともあれば、片側から始まってもう片方へ痛みが移動する場合もあるし、発症ごとに痛む側が変わることもある。発症は普通、段階的に起こる。痛みはピークに達した後やや収まり、その後大人は4時間から72時間、子供は1時間から48時間、痛みが持続する。発症頻度は人によって非常に様々であり、人生で数回しかない人から週に数回もある人までいるが、平均的には月に1回から3回ほど発症するとされる。頭痛の激しさも人によって様々である。
頭痛は必ず何か他の症状を伴って現れる。吐き気は約90パーセントの人に現れ、嘔吐は約3分の1の人に起こる。多くの患者は、羞明（光に過敏になる）、音声恐怖症、におい恐怖症、などとなって現れる感覚の過剰興奮を伴い、暗く静かな部屋を探そうとする。頭痛の間は、視界のぼやけ、鼻づまり、下痢、多尿症、顔面蒼白、発汗、といった症状が顕著になる。顔や頭皮に限局性浮腫が出たり、頭皮の圧痛、こめかみの血管の隆起、首の凝りや圧痛といった症状が起きたりもする。気分や集中力の障害が出ることも普通である。四肢は冷たさやじっとりした感じを感じることがある。めまいも起きるが、これは典型的な片頭痛の一つである前庭片頭痛と呼ばれるものである。

#### 後発症状の段階
疲労、「二日酔い」のような症状と頭痛、認知障害、胃腸症状、機嫌の変化、虚弱、といった症状が後発症状として表れる。リフレッシュした気分になったり幸福感に満たされたりする人もいれば、気分の沈下や不快感に悩まされる人もいる。大抵は食欲喪失や羞明のような、頭痛段階の軽微な症状が続く。5時間から6時間ほどの仮眠を取れば痛みが軽減される人もいるが、それでも急に立ったり座ったりした時にちょっとした頭痛が起きることがある。そうした症状は十分な睡眠を取ればなくなると思われるが、その保証はない。発症の仕方や解消の仕方が他とは違う人もいるのである。

## 特徴

### 典型例
片頭痛は女性に出現しやすく、高齢で軽減する発作性頭痛を示す慢性機能性疾患である。診断基準に含まれない特徴もあり個体差も大きい。典型例で認められる特徴を簡単にまとめる。
診断上極めて重要な臨床所見
- 出現様式は発作的な頭痛を繰り返す。すなわち（軽度の頭痛が残存する場合もあるが）痛みの出現と消退が明確にある。患者は頭痛が強くなることを明確に自覚できる。
- 罹病側は片側性のことが多い。両側性の場合にも左右差を認める場合が多い。
- 痛みの性状として痛みがピークに向かうときは概して拍動感が目立つことが多い。
- 痛みの程度は発作のたびに変化はあるが強い場合は寝こむこともある。
- 発作頻度は月に1〜4回くらいが平均的である。
- 頭痛発作に先行して何らかの前駆症状を呈することが多い。日本では視覚異常が多いが欧米では感覚症状や言語障害も多い。
- 随伴症状としては悪心、嘔吐、光過敏、音過敏などを示すことが多い。
- 誘発要因としては血管拡張をきたす条件下などが知られている。
- 遅くとも30歳までに発症する。

診断上重要な臨床所見
- 頭痛発作中、罹病領域支配の血管を圧迫すると、その間痛みが軽減する。
- 血縁者とくに母親に片頭痛が存在することが多い。
- 概して20歳代半ばから頭痛の程度が強まり、年代とともに発作頻度が増加する。60歳を過ぎると片頭痛は消失ないし、軽快化し70歳以上でほぼ消失する。
- 女性は妊娠中、授乳中は頭痛が改善することが多い。

しばしば参考になる臨床所見
- 非発作時にも部分的な痛みが持続することがある。これをトリガーポイントという。
- 発作中に軽度の意識障害や集中力の低下が認められることがある。
- もともと血圧が低めである。めまい、軟便、下痢などの消化器症状が日常的に認められる。
- 女性が多く見られる。

### 非典型例
片麻痺性片頭痛
片麻痺性片頭痛（HM）は家族性片麻痺性頭痛（FHM）と孤発性片麻痺性頭痛に分類される。海外における検討では有病率は0.01〜0.03%と稀少疾患である。典型的な片頭痛よりも発症は早期であり10〜20歳とされる。運動性の前兆が認められるのが最大の特徴である。前兆の出現中もしくは前兆出現後60分以内に頭痛がおこる。持続性の小脳失調や精神発達遅延を伴う例も報告されている。血管収縮薬は使用禁忌であり、それ以外は前兆のない片頭痛と同様の治療方針となる。FHM1は脊髄小脳変性症であるSCA6や反復発作性運動失調症2型（EA-2）と同じCACNA1Aが原因遺伝子である。近年、トリプタン治療を行なっても安全であろうという検討も見られるようになった。
脳底型片頭痛
脳底型片頭痛（BM）は片頭痛の前兆の責任病巣が脳幹または両側大脳半球あるいはその両方と考えられるものである。運動麻痺が前兆のものは含まれない。脳底型前兆で最も多いものはめまい感である。血管収縮薬は使用禁忌である。これはトリプタンの治験が血管攣縮を増悪させる恐れがあるという懸念から脳底型片頭痛を除外して行った経緯からである。

## 原因
片頭痛の根本的な原因は不明である。ただ、片頭痛の発症は遺伝要因と環境要因が複合的に合わさっていると考えられている。片頭痛患者の3分の2は家族にも片頭痛患者がいることが報告されている。しかし、単一の遺伝子異常が原因で発症することは稀である。

### 遺伝要因
双子を対象とした研究では、片頭痛の原因に遺伝的要因が34-51%関係していることを示唆している。この遺伝的関係は、前兆のない片頭痛よりも前兆のある片頭痛のほうが強い。いくつかの遺伝子のバリアントは、片頭痛のリスクを小～中程度増加させる。
片頭痛を引き起こす単一遺伝子疾患は稀である。よく知られたものとしては家族性片麻痺性片頭痛がある。これは常染色体優性遺伝性の、前兆のある片頭痛の一種である。発症には4つの遺伝子が関与していることが示されている。これらのうち3つはイオン輸送に関わる遺伝子で、もう1つはエキソサイトーシス複合体に関連する軸索タンパク質である。
片頭痛に関連する別の遺伝子疾患はCADASIL症候群である。
1件のメタ分析によると、アンジオテンシン変換酵素遺伝子多型が片頭痛発症を抑制していることが示唆されている。
また、TRPM8遺伝子が片頭痛に関連することも報告されている。

### 誘発因子
片頭痛は誘発因子によって引き起こされる可能性が指摘されている。ストレス、食物、アルコール、天候など多くのものが誘発因子として報告されている。ただし、これらと片頭痛発作の関係の強さは不明である。片頭痛を持つほとんどの患者が、特定の誘発因子を持つと報告している。発作は誘発因子を受けてから最大24時間後に発症することがある。
例えば『The MedlinePlus Medical Encyclopedia』では、以下の要素を片頭痛の原因として挙げている。
片頭痛は明らかな原因無しに起きることもある。片頭痛患者は、頭痛の発生を記録する「頭痛日記」をつけ自分の頭痛の誘因を特定するようアドバイスされることがある。また、誘因となる食物を避けるため、食事制限をするようにもアドバイスされることがある。
注意すべきは、誘発因子の中に用量依存的なものがある点である。例えば、小さなブロックのダークチョコレートは片頭痛を引き起こさないだろうが、厚板半分なら、頭痛を引き起こすこともある。
2つ以上の誘発因子に同時に接触することで、発症率が高くなりうる。例えば気温、湿度、ストレス過多、睡眠不足、誘発因子である飲食物の摂取が重なることで、片頭痛を発症することがある。
正確な頭痛日記をつけ続け、自分に相応しい方法でライフスタイルを変化させていくことで、患者の生活の質は少なからず良くなるとも言える。回避可能な誘因を限定（制御）することで、発症頻度を減少させうる。

#### 生理学的側面
生理学的側面としては、ストレス、空腹、疲労が誘発因子としてよく指摘される。心理的ストレスは50～80%の患者が誘因として報告している。心的外傷後ストレス障害や幼児期の虐待が片頭痛のリスク増加に影響することが指摘されている。また、片頭痛発作は月経の前後に発生する可能性が高く、初潮、経口避妊薬、妊娠、更年期、閉経などホルモンの変化も影響している。これらのホルモンによる影響は、前兆のない片頭痛でより大きな役割を果たしていることが示唆されている。通常、片頭痛発作は妊娠中期・後期や閉経後には収まることが多い

#### 食物
12～60%の患者が、食物が誘発因子であると報告している。
血管を拡張・収縮させたりする物質を含む食品は片頭痛の要因となるため、血管を拡張・収縮させるポリフェノールやチラミンを含む、オリーブオイル、チーズ、赤ワイン、ハム・サラミなどはできる限り避けた方が良い。他にも、チョコや柑橘類も血流を促すので頭痛を誘発することがある。
グルテン
セリアック病やその他のグルテン過敏系の病気を患っている患者は、グルテンアレルギーの症状として片頭痛を発症するともされる。ある研究結果によると、片頭痛患者は一般の人よりもセリアック病患者である割合が10倍も高く、そうした患者はグルテンが含まれない食事を続けることで片頭痛が減少あるいは治癒したという。最近症状が悪化したり、治療への抵抗性があったりする慢性頭痛の患者10人を調べたところ、10人全員がグルテンに対して過敏症状を示したとする研究結果もある。MRIスキャンによって、各患者は中枢神経系にグルテンアレルギーによる炎症があることも分かった。それらの患者のうち、グルテンを含まない食事療法を続けた9人中7人が、以後完全に頭痛を発症しなくなったという。
アスパルテーム
アスパルテームは人工甘味料の一種である。このアスパルテームが片頭痛を引き起こすと信じている人もいるし、事例証拠もあるが、この件に関しては医学的には証明されていない。
グルタミン酸ナトリウム
グルタミン酸ナトリウム（MSG）は誘発因子として頻繁に報告されている。プラセボ対照試験で、頭痛を含む反対の症状が出る頻度は、プラシーボ（偽薬）を投与した時よりも空腹時に2.5グラムのMSGを投与した時の方が高いことが判明した。しかし他の対照試験では、食事と一緒に3.5グラムのMSGを投与しても何の反応もなかったとされる。
チラミン
アメリカ頭痛財団はチラミンの理論に基づいた誘因物質の具体的なリストを出しているが、ある2003年の批評記事は「チラミンが片頭痛に何らかの影響を与えるという科学的証拠は一切ない」と結論づけている。
しかし、東京都健康安全研究センター（東京都立衛生研究所）の『研究年報』第55号（2004年）では関与が指摘されている。チラミンを含むものとしては、上のリストに加えてココア、柑橘類がある。
その他
2005年のある文献レビューで、現在ある食物の誘発因子に関する情報のほとんどが、患者の主観評価に拠るものであることが分かった。食物の誘発因子がまさに片頭痛の発症を引き起こすか促進するようだと考える人もいたが、ほとんどの人はそれが片頭痛を引き起こすとは立証されていないだろうと考えた。そのレビューの筆者は、アルコール類の摂取やカフェインの服用中止、食事を抜くことが最も重要な食物の誘発因子であることや、脱水症の方がより注目に値すること、そして赤ワインへの過敏性を持つ患者もいることを発見した。よく知られた疑わしい誘因であるチョコレート、チーズ、ヒスタミン、チラミン、硝酸塩といったものが片頭痛と関係あるという証拠は全くと言っていいほどない。しかし、筆者は「一般的な食事療法（制限）が片頭痛治療に効果的であるとは証明されていないが、確実に片頭痛の原因だとされてきた食物を避けるのは、個人にとっては有益なことだ」ともしている。

#### 天候
いくつかの研究により、片頭痛の中には天候の変化によって引き起こされるものもあることが分かった。ある研究では、被験者の62パーセントが「天候が原因である」と考えていたが、実際には被験者の51パーセントだけが天候に敏感であったという結果が出ている。天候の変化があった間に片頭痛が発生した被験者は、実際に記録された気象データとは違う天候の変化を選んでいる。最も片頭痛を引き起こしやすいのは、順に以下の通りである。
1. 温度と湿度の関係（高湿度+高温・低温の状態が最大の原因になる）
2. 著しい天候の変化
3. 気圧の変化

暖かなチヌック風が片頭痛に与える影響を検証した別の研究では、チヌック風が吹く直前や吹いている間に、多くの患者が片頭痛の発症回数が増えたと報告したとしている。片頭痛の発症を報告した患者の数が多かったのは、チヌック風の暴風日だった。この原因は、大気中の陽イオン量が増加したことだと考えられた。

#### その他
ある研究により、インドの片頭痛患者の中には風呂の中で髪を洗うことが誘因となる人もいることが分かった。その誘因による影響は、洗った髪がその後どのように乾かされるかにも関係するのだという。
強い香水も潜在的な誘因として考えられており、前兆の影響として匂いにより敏感になったと報告する患者もいる。
パソコンやスマートフォンの画面を近距離で長時間凝視することが原因となる場合もある。

## 病理生理学
片頭痛の痛み発生に関するプロセスは解明されつつあるが、根本的な病理生理は完全には解明されていない。主な病態メカニズムの説として、血管説、神経説、三叉神経血管説の3つが提唱されたが、いずれの説も片頭痛の全ての症状を説明できるわけではなく、未解決の課題も多い。
片頭痛はかつて、血管の収縮・拡張により起きるものだと考えられていた（血管説）。しかし、研究の進展に伴い神経に原因があると考えられるようになった。
患者は発作の数日前から予兆を感じることがあり、この時期には視床下部が異常活性化していることが示されているほか、発作間欠期には痛覚や視覚刺激の反応として起こる事象関連電位に通常ある「慣れ」が欠如することが示されており、片頭痛の根本的な原因は中枢神経にあると考えられる。ただ、具体的にどのような異常がどうやって片頭痛に関連しているのかは未解決である。
主な症状である頭痛が終わってからも、片頭痛の症状は数日間持続する。多くの患者は片頭痛があった部分に痛みを感じており、片頭痛後の思考障害を訴える患者もいる。
双方共に不安障害によって引き起こされることから、片頭痛は甲状腺機能低下症の症状であるとも考えられている。
メラノプシンがベースの受容器は、光感受性と片頭痛の痛みの関係性に関連づけられている。

### 血管説
片頭痛は脳内の血管が不適切に収縮・拡張する時に起きるとする、最も古典的な説。これは脳の後ろ側の後頭葉から冠動脈攣縮として始まる。皮質視覚中枢は後頭葉にあるため、後頭葉からの血流の減少は前兆を引き起こし得る。収縮した血管は、さまざまな血管作動性物質の放出に伴って異常な拡張に転じ、血管に分布する痛覚神経を刺激して拍動性の頭痛を生じるというもの。
血管説に関与する物質として、セロトニン（5-HT）が考えられた。5-HTは血管収縮作用を持ち、やがて5-HT放出が枯渇すると血管拡張が起こるというものである。
しかし、CTスキャンによる観察では、片頭痛発生時には確かに脳血流の増加はみられるものの、患者は脳血流が増加する前から頭痛を感じていることがわかり、血管説では十分な説明がつかないと考えられた。また、なぜ片側性の症状が起こるか、前兆で神経の活動が亢進する陽性症状がなぜ起こるかや、随伴する神経症状を説明することが血管説では困難であった。さらに、血管収縮を起こさないセロトニン5-HT1F受容体作動薬（ラスミジタン）でも片頭痛が治療できるため、血管拡張は片頭痛発作の必須条件ではないとみられている。したがって、現在では血管説はあまり支持されていない。ただし、血管拡張が三叉神経終末を刺激することで片頭痛増悪因子となる可能性はある。

### 神経説

皮質拡延性抑制のイメージ

皮質拡延性抑制（CSD）と呼ばれる現象が片頭痛を引き起こすとする説。CSDは、大脳皮質ニューロンの過剰興奮に引き続いて起こる電気活動抑制状態が、波のように大脳皮質内を2～5mm/分の速度で伝播する現象である。この考え方は神経画像検査技術によって裏付けられている。fMRIを用いた検証で、片頭痛の典型的な前兆である閃輝暗点には、CSDが関わっていることが示されている。
2007年のフランスのチームが行ったPETを用いた研究では、初期段階で視床下部が脱分極エリアに含まれることが判明した。
ただ、神経説のみでは痛覚刺激や頭痛発生のトリガーが何なのか、あるいはCSDがどのように起きるのかなどの疑問について根拠のある説明ができていない。また、前兆のない片頭痛においてCSDが起きているのかどうかもはっきりわかっていない。

### 三叉神経血管説
三叉神経血管説は、血管説と神経説を融合し、三叉神経を介して病態説明を行う説である。脳内の三叉神経終末が何らかの刺激によって、カルシトニン遺伝子関連ペプチド（CGRP）やP物質（サブスタンスP）を放出し、局所的な神経原性炎症を起こし痛みを起こすというもの。このP物質は脳に疼痛信号を送るのを促進するはたらきがあるため、放出されると痛みは増すことになる。痛覚信号は三叉神経節から脳幹の三叉神経核に至り、さらに中枢へ投射される。片頭痛の症状の一つである悪心や嘔吐などの自律神経症状は三叉神経核から脳幹内の各種神経核への投射によるものと解釈される。
トリプタンは三叉神経終末の5-HT1D受容体を作動させ、CGRPの分泌を抑制する効果を持つ。また、CGRPやCGRP受容体を標的とした治療薬が開発され実用化されている。現時点では、片頭痛発作を説明する最も有力な説とされている。
しかし、三叉神経への何らかの刺激とは何なのかが明確でなく、前兆もこの説では説明できない。片頭痛の発作時にはCSDや脳血流変化が起きることが知られているものの、こちらとの関連も不明である。

### その他の説

#### 統合理論
血管と神経のどちらも片頭痛を引き起こすとする説。
1. ストレスが脳内の変化を引き起こす
2. そうした変化がセロトニンの放出に繋がる
3. 血管が収縮・拡張する
4. P物質を含む化学物質が神経や血管を刺激し、神経の炎症と痛みをもたらす[70]

## 治療
片頭痛の治療法は、発生した頭痛に対する急性期治療と、頭痛発作の回数を減少させる予防療法に大別される。予防療法には、薬物療法と誘発因子の回避が含まれる。推奨されている治療法は、100パーセント片頭痛を抑制できるとは限らない。薬物治療は、片頭痛の発生頻度や痛みを50パーセント軽減できれば効果的であると考えられているのである。
子供や若者はまず薬物療法を施されるが、食生活の改善の重要性も見落としてはならない。ホットドッグ、チョコレート、チーズ、アイスクリームなどの食物の誘発因子の摂取を改善する助けになる食物療法日記をつけ始めることで、片頭痛の症状が緩和される可能性もある。
安易な鎮痛剤の反復服用は薬物乱用頭痛を招くため計画性が求められる。

### 急性期治療

#### 鎮痛剤
アセトアミノフェンやNSAIDsの服用は、一般的な急性期治療の一つである。
- あるランダム化比較試験で、非ステロイド系抗炎症薬（NSAID）については、ナプロキセンが片頭痛の発症の約3分の1（スマトリプタンより5パーセント低い）を食い止めることができると判明した[78]。
- アセトアミノフェン（鎮痛剤）はランダム化比較試験において、低程度から中程度の頭痛を持つ患者の半分以上に効果的であるという結果が出た[79]。
- カフェインの入った単純な鎮痛薬が助けになる場合もある[80]。片頭痛発症中は胃の中が空になるのが遅くなり、結果として薬の吸収の遅れや吐き気をもたらす。カフェインはこの影響をある程度軽減できるのである。エキセドリン（ アスピリン・アセトアミノフェン・無水カフェインの合剤）は片頭痛治療の市販薬としてアメリカ食品医薬品局によって認められている[81]。カフェインは片頭痛の誘因になる場合があるが、発症した頭痛の抑制には利用できる可能性がある[82][83]。

患者自身は、アセトアミノフェン、アスピリン、イブプロフェン、その他緊張性頭痛に有用な単純な鎮痛薬などから使い始めることが多い。

#### セロトニン受容体作動薬
トリプタンやジタンといったセロトニン受容体作動薬は、片頭痛治療の目的で開発された薬であり、非ステロイド系抗炎症薬が効きにくい中程度以上の片頭痛に効果的である。ただ、特殊な片頭痛やひどい片頭痛、変容型片頭痛、片頭痛発作重積（72時間以上続く）といったものには作用しない場合がある。
トリプタンは服薬のタイミングが重要であり前兆期には効果がなく、頭痛が強くなりすぎても効果がない。虚血性心疾患、脳血管障害、末梢血管障害例には慎重投与となる。
トリプタンは5-HT1B/1D受容体作動薬で、頭蓋内血管平滑筋に存在する5-HT1B受容体を刺激して硬膜血管を収縮させ、三叉神経終末に存在する5-HT1D受容体を刺激することでCGRPやサブスタンスPなどの炎症性ペプチドの放出を抑える。また、延髄の三叉神経脊髄路核尾側亜核の5-HT1F受容体を刺激し、中枢性に疼痛伝達を抑制することも知られる。
スマトリプタン（イミグラン）
半減期が約二時間と短いため、服薬後2時間で効果が不十分な場合はさらにもう50mgの追加が可能である。皮下注射薬、点鼻薬も存在する。
ゾルミトリプタン（ゾーミッグ）
効果出現時間はスマトリプタンよりやや遅いものの代謝産物も片頭痛改善作用を有するため効果の持続時間は長い。
エレトリプタン（レルパックス）
最高血中濃度到達時間が1時間程度と短く半減期も3時間と長めである。即効性と持続性ともにトリプタンの中では良好である。
リザトリプタン（マクサルト）
最高血中濃度到達時間が1時間程度と短い。
ナラトリプタン（アマージ）
最高血中濃度到達時間が2.5時間と長く即効性は期待できないが、半減期が5.5時間と長いため再発例に有効と考えられている。
ラスミジタン（レイボー）
ラスミジタンはセロトニン5-HT1F受容体作動薬であり、中枢での疼痛情報の伝達抑制、および三叉神経からの神経原性炎症や疼痛伝達に関わるカルシトニン遺伝子関連ペプチド（CGRP）やグルタミン酸の放出を抑制し、片頭痛発作に対する作用を持つとされる。ラスミジタン（商品名：レイボー）は、米国で2019年10月に、日本では2022年1月に承認された。トリプタンは血管収縮作用があるがラスミジタンにはなく、冠動脈疾患、脳梗塞、不整脈及び高血圧の既往など、脳・心血管系のリスクを有する患者にも投与が可能である

#### カルシトニン遺伝子関連ペプチド（CGRP）関連薬
最近になって、カルシトニン遺伝子関連ペプチド（CGRP）が片頭痛に伴って起こる痛みの発生の一因となっていることや、トリプタンがその放出や作用を抑制することが分かった。オルセゲパント（olcegepant）やテルカゲパント（telcagepant）などのカルシトニン遺伝子関連ペプチド受容体拮抗薬が、片頭痛治療薬として開発された。これらは肝障害の副作用により一度開発が中止されたが、その後安全性を改善したリメゲパント（rimegepant）やウブロゲパント（ubrogepant）の臨床試験が行われ、米国ではそれぞれ2019年12月、2020年2月に承認された。CGRP関連薬は、急性期治療および予防の両方で開発が進められている。

#### エルゴタミン
1991年にスマトリプタンが導入されるまで、エルゴタミンは急性期治療薬として用いられる主要な経口薬だった。
エルゴタミンは片頭痛の予防と治療のどちらにも使える。またエルゴタミンと無水カフェインの配合剤は、非常に効果的で長く持続する のだが、麦角中毒の問題のために世界的に処方量が激減した。エルゴタミンの経口錠の吸収作用は、患者が吐き気を催していても確かなものである。吐き気が強く経口投与できない場合にはエルゴタミン座薬が用いられる。エルゴタミン自体にも吐き気の副作用があり、注意が必要である。エルゴタミン・カフェイン合剤の1/100mg錠（カフェルゴット錠;ノバルティス製造販売）はトリプタンよりも頭痛1回あたりのコストが安く、トリプタンが販売されていない地域でも一般的に手に入れることができた。トリプタンの普及後、ノバルティスは販売量の減少により、カフェルゴットの製造販売を世界的に中止しており、日本でも2008年3月をもって販売終了した。エルゴタミン・カフェイン合剤は、カフェインが睡眠を妨害するため、通常は夕方から夜間にかけて発症した片頭痛の抑止には使えない。純粋な酒石酸エルゴタミンは夕方から夜間の発症に非常に効果的である。注射か吸入によるジヒドロエルゴタミンは酒石酸エルゴタミンと同じくらい効果的だが、価格はカフェルゴット錠よりもさらに高い。日本ではエルゴタミン・イソプロピルアンチピリン・無水カフェインの合剤であるクリアミン配合錠A/配合錠S（日医工製造販売）が処方される。

#### 制吐剤
制吐剤を摂取することにより、吐き気を解消したり嘔吐を防いだりする効果が期待できる。加えて、中にはメトクロプラミドのように、胃内容排出（片頭痛発症中には機能が弱まる）を助ける消化管運動賦活薬でもある制吐剤もある。制吐剤は、早く飲めば飲むほど効果的である。嘔吐で経口剤が服用できない場合は、座薬か注射による投与を検討する。
患者の中には、吐き気防止の性質を持つ、他の鎮痛抗ヒスタミン剤を服用することで痛みが和らいだと感じる者もいる。

#### ステロイド
ステロイド系抗炎症薬は急性期治療における役割は確立していない。最近のメタ分析で、通常の治療に加えてデキサメタゾンを1回分静脈内投与すると、頭痛の再発率が26パーセント減少することが分かった。また頭痛発作が止まらない時にヒドロコルチゾン1000mg程を点滴投与することもある。

#### 他の薬品
選択的セロトニン再取り込み阻害薬（SSRI）はアメリカ食品医薬品局（FDA）によっては片頭痛の治療薬として承認されていないが、臨床コンセンサスでは効果的であることが判明している。
マグネシウム静注は、NMDA受容体をブロックすることでカルシウムイオンが細胞に入るのを阻害し、鎮痛効果をもたらすと考えられている。

#### 片頭痛発作重積の治療
片頭痛発作重積は、片頭痛状態が72時間以上続き、その間に4時間以上痛みから解放されることがない場合の症状名である。
片頭痛発作重積の治療では、併存疾患の管理（食欲不振や吐き気/嘔吐が原因の、片頭痛発作重積によく付随して起こる電解質異常の治療など）や、頭痛を抑止するための非経口薬の投与などが行われる。
文献には片頭痛発作重積の治療に関して多くのケース報告があるが、一次治療としては、静脈内輸液、メトクロプラミド、トリプタンあるいはジヒドロエルゴタミンが使用される。
カナダ頭痛学会は複数の研究を元に、救急外来での片頭痛の第一選択治療としてはプロクロルペラジン（製品名ノバミン）を推奨しているが、日本では健康保険保険適応ではない。

#### 対症研究
片頭痛の発症を抑止する薬の相対的な有効性に関し、2004年のプラセボ対照試験で、高用量のアセチルサリチラート酸（1000 mg）、スマトリプタン（50 mg）、そしてイブプロフェン（400 mg）は痛みの軽減という点で同等の有効性があることが分かった。このうちスマトリプタンは患者の痛みや片頭痛関連の症状から完全に解放したという点において、他の薬よりも優れていた。なお、50mgのスマトリプタンは日本国外で通常処方される量の100mgの半分なので、この対照試験で完全に対照できたわけでもないことに留意してほしい。
治験薬製造会社による他のプラセボ対照試験では、スマトリプタン（80 mg）とナプロキセンナトリウム（200 mg）の混合薬は、どちらか片方のみを服用するよりも効果的であることが分かった。
最近、スマトリプタン（80 mg）とナプロキセンナトリウム（500 mg）の混合薬が有効であることが明らかになり、初期治療パラダイムにおいても片頭痛の急性期治療として良好な耐用性を示した。この混合薬による無痛効果は早ければ30分で現れ、2時間から24時間ほど持続する。服用2時間後と4時間後の試験で、この混合薬は従来の片頭痛関連の症状（吐き気、羞明、音恐怖症）や従来ない症状（首の痛み、不快、副鼻腔痛、圧迫）の発生を抑制する効果があることが分かった。片頭痛の予防と治療に関するビタミンBサプリメントの効果についてのグリフィス大学の研究も、期待できる結果を残している。
ビタミンB2については片頭痛患者のミトコンドリア機能障害の仮説から、ランダム化比較試験（RCT）による片頭痛予防効果が検討されている。片頭痛患者55人でビタミンB2とプラセボとの比較試験を施行し、ビタミンB2 400 mg とプラセボを3ヶ月間内服。ビタミンB2は片頭痛患者の頭痛頻度、頭痛日数の短縮において有意に減少が見られた。副作用は3件であり、重篤なものはみられなかった。

### 予防療法
片頭痛の予防的治療は、片頭痛の疾病管理において重要な要素である。そのような治療には、予防薬やサプリメントを摂取する方法から、運動量を増加させたり誘発因子を取り除くなどして生活スタイルを変化させる方法まで、様々な形がある。
予防療法の目的は、片頭痛の発症頻度や痛み、発症時間を減少させたり、急性期治療の効果を高めたりすることである。これは、鎮痛剤の日常的な服用による薬物乱用頭痛を防ぐことにもつながる。
プラシーボ（偽薬）ですら、4分の1の患者の頭痛発生頻度が半分以下に減少する結果となったのだから、実際の治療となればそれ以上である。よく使われる薬としては、β遮断薬（プロプラノロール、アテノロール、メトプロロール）、カルシウム拮抗薬（フルナリジン）、抗てんかん薬（バルプロ酸ナトリウム、トピラマート）などがある。片頭痛の場合は30%程度発作頻度が減少することが期待できる。予防薬は1ヶ月ほどで効果が出現するが3ヶ月を超える頃から効果が減弱する傾向がある。理想としては効果があった場合は徐々に減量し、一度休薬する、発作頻度が増えてきたら再開するといった流れを繰り返す形になる。

#### カルシウム拮抗薬
ロメリジン（ミグシス、テラナス）はカルシウム拮抗薬の一種であり、主に脳血管に作用する。脳血管の過度な収縮を抑えることで片頭痛の発作を予防すると考えられる。
また、ベラパミル（ワソラン）は、日本で適用外使用が認められている。

#### β遮断薬
プロプラノロール（インデラル）は高血圧などの治療にも用いられるアドレナリン作動性効果遮断薬である。2013年に片頭痛の予防薬として承認を取得している。

#### 抗てんかん薬
バルプロ酸ナトリウム（デパケン）やトピラマート（トピナ）は抗てんかん薬として用いられる薬である。催奇形性があるため、妊婦および妊娠可能年齢の女性に対する処方は推奨されていない。

#### 抗うつ薬
片頭痛の発作にはセロトニンやノルアドレナリンなどの神経伝達物質の関与が示唆されており、アミトリプチリンなどの抗うつ薬は、抗うつ作用だけでなく鎮痛作用も発揮すると考えられる。
三環系抗うつ薬は長い間、非常に効果のある予防的治療としての地位を確立してきた。しかし三環系抗うつ薬は、不眠症、鎮静、性機能障害などの好ましくない副作用も引き起こす可能性がある。選択的セロトニン再取り込み阻害薬の抗うつ薬は、三環系抗うつ薬よりは片頭痛予防薬としての地位を確立してこなかった。抗うつ薬は片頭痛治療薬としてアメリカ食品医薬品局の認可を受けていないが、一般的に広く処方されている。三環系抗うつ薬や選択的セロトニン再取り込み阻害薬に加え、抗うつ薬のネファゾドンも、5-HT2A受容体 や5-HT2C受容体 に対する拮抗作用があるため、片頭痛の予防に役立つ可能性がある。ネファゾドンは片頭痛予防として一般に使われる三環系抗うつ薬であるアミトリプチリンよりは好ましい副作用を伴う。抗うつ薬は、合併うつ病を伴う片頭痛患者の治療に効果を発揮する。

#### カルシトニン遺伝子関連ペプチド（CGRP）関連薬
カルシトニン遺伝子関連ペプチド（CGRP）は片頭痛の発症に関わる物質として示唆されており、CGRPまたはCGRP受容体を標的としたモノクローナル抗体が開発された。抗CGRP抗体としてガルカネズマブ（エムガルティ）、フレマネズマブ（アジョビ）、Eptinezumab、抗CGRP受容体抗体としてエレヌマブ（アイモビーグ）が販売されている。
これらの抗体薬は他の低分子治療薬と比較して高価であり、厚生労働省はCGRP関連抗体薬の使用に関してガイドラインを作成している。このガイドラインでは、片頭痛発作が月平均4日以上で、他の予防薬のうち2～4種類の効果が不十分または服用できない患者への投与を推奨している 。

#### その他の薬剤
A型ボツリヌストキシンが慢性片頭痛の予防に有効であると報告されており、欧米各国では認可されているが、日本では保険適用がない。
片頭痛治療に用いられる漢方薬として、呉茱萸湯、桂枝人参湯、釣藤散、葛根湯、五苓散などがあり、体質に応じて使用される。
片頭痛の予防と治療に関するビタミンBサプリメントの効果についてのグリフィス大学の研究も、期待できる結果を残している。
ビタミンB2については片頭痛患者のミトコンドリア機能障害の仮説から、ランダム化比較試験（RCT）による片頭痛予防効果が検討されている。片頭痛患者55人でビタミンB2とプラセボとの比較試験を施行し、ビタミンB2 400 mg とプラセボを3ヶ月間内服。ビタミンB2は片頭痛患者の頭痛頻度、頭痛日数の短縮において有意に減少が見られた。副作用は3件であり、重篤なものはみられなかった。
前駆症状（視覚異常の他に筋肉性の張りなど）の段階でドンペリドン（ナウゼリン）やトリヘキシフェニジル（アーテン）、クロナゼパム（リボトリール）の服薬で頭痛を予防できることもある。

#### 薬草療法
ハーブのナツシロギク（フィーバーフュー）はいくつかの研究において偏頭痛の予防に効果を示すとされているが、アメリカ国立補完統合衛生センターはさらなるエビデンスが求められているとしている。アメリカではサプリメントとして、ナツシロギクとショウガと合わせて舌下で服用するための片頭痛用の薬としてGelStat社が市販している。ある非盲検試験ではその治療法の有効性を証明する暫定的な証拠がいくつか上がった。ナツシロギクの主要成分であるパルテノライドには血小板のセロトニン放出を抑制する作用があり、片頭痛を緩和するとされる。日本でもナツシロギク単品のハーブサプリメント製品は多数販売されているが品質の差が激しいので選ぶ際は注意が必要。アサ属の植物は、予防効果に加えて片頭痛発症中の痛みを軽減する効果があるとして知られている。

## 関連疾患

### 心血管系リスク
片頭痛患者は、脳卒中のリスクが一般の2倍から3倍も高まる可能性がある。特に若い成人患者や経口避妊薬を使用している女性患者は、特別なリスクにさらされている。どの関連性のメカニズムも明らかになってはいないが、脳血管緊張の慢性的な異常が関係すると考えられている。前兆を経験したことのある女性患者は、経験したことのない患者や一般女性に比べ、脳卒中や心臓発作のリスクが2倍も高いことも分かってきている。片頭痛患者は血栓性脳卒中と出血性脳卒中のどちらにもなるリスクや、一過性脳虚血発作（TIA）になるリスクがあると考えられる。アメリカの組織「女性の健康イニシアチブ」により、前兆を伴う片頭痛の患者は心血管系が原因で死亡する確率が高いという研究結果が出たが、これを裏付けるにはさらなる調査が必要だとされている。

### 卵円孔開存
前兆のある片頭痛患者では心臓の卵円孔開存の有病率が高く、約40～60％であるとされている。経皮的卵円孔閉鎖術が片頭痛改善につながる可能性があるとして、岡山大学病院などが医師主導治験を行ったが、現時点で有効性は確立していない。日本頭痛学会が2017年に作成した「片頭痛に対する経皮的卵円孔閉鎖術に関するステートメント」では、3件のランダム化比較試験の結果として、閉鎖術の片頭痛改善の程度は極めて低く、推奨されないとしている。

### 精神疾患
片頭痛患者は、そうでない人と比べうつ病、双極性障害、パニック障害、社交不安障害のリスクが2倍であることが報告されている。この傾向は、前兆のある片頭痛、慢性頭痛、薬物乱用傾向の患者でより顕著になる。
注意欠陥・多動性障害（ADHD）も片頭痛と関係があるとされ、特に前兆のある片頭痛患者でその傾向が強い。

### 睡眠関連疾患
片頭痛と睡眠障害は共に視床下部、脳幹、視床-大脳皮質回路が関与し、オレキシン、セロトニン、ドパミンなどの神経伝達物質が重要な役割を持つと考えられる。また、特に前兆のある片頭痛の患者においてむずむず脚症候群との関連がみられる。

### てんかん
片頭痛の出現率は、家族内のてんかんの出現率に関係がある。家族にてんかん患者がいる場合は有病率が2倍になり、自身がてんかん患者である場合はさらに有病率が高い。片頭痛患者のてんかんの頻度は1～17%で一般人口の0.5～1%より高い。

### メニエール病
メニエール病患者の51%は片頭痛を有し、45%の患者は発作時に片頭痛の症状を経験している。

### 免疫疾患
多発性硬化症の患者の19.8～78%に片頭痛が併発していることが報告されている。

## 疫学

2002年における片頭痛の障害調整生存年数（人口10万人あたり）
データなし
45年以下
45年-65年
65年-85年
85年-105年
105年-125年
125年-145年
145年-165年
165年-185年
185年-205年
205年-225年
225年-245年
245年以上

片頭痛は12〜28%の人の人生に何らかの影響を与えるとみられているほど、非常に一般的な疾患である。数ある研究により、片頭痛の年間有病率は男性で6〜15%、女性で14〜35%と、男女で開きがあることが分かっている。この値は年齢で大きく変わってくる。12歳以下の子供ではおおよそ4〜5%が片頭痛を発症するが、性別間の有病率の明白な違いはほとんどない。思春期後になると女性の方で出現率に急速な伸びが見られ、これは青年期の終わり頃まで続く。中年の初期（40歳過ぎ頃）までに、25%もの女性が1年に1回は片頭痛を経験するようになる。これは男性が10%未満であることを考えると、比較的高い数値である。更年期を過ぎると女性の発症率は劇的に減少し、70歳を超えると男性と変わらないくらいになり、有病率は5%前後まで下がる。
年齢を問わず、前兆なしの片頭痛は前兆ありの片頭痛よりも多く、その比率は1.5：1から2：1の間くらいである。出現率の資料によれば、再生産年齢にある女性にみられる過度の片頭痛は、前兆なしの片頭痛によるものである。このように、15歳から50歳までの女性と比べると、思春期前と更年期後の女性の方が、前兆ありの片頭痛をいくらか発症しやすいのである。つまり、年齢、性別、片頭痛のタイプの間には大きな関係性がある。
片頭痛有病率の地理的な差については明らかになっていない。アジアと南アメリカの研究では、その地域での有病率は相対的には低いものの、ヨーロッパや北アメリカの研究で見られるような値域からは外れない。

## 歴史
穿孔術（頭皮を切開して頭蓋骨に穴を開ける療法）は、9,000年（あるいはそれ以上）前から実践されてきた。学者の中には、洞窟壁画や、17世紀ヨーロッパでは穿孔術が歴史的な片頭痛治療法だったという事実から、この思い切った手術は片頭痛治療のためだったのではないか、と推測する者もいる。片頭痛の内容に一致する初期の明細書は、古代エジプトで紀元前1200年頃に書かれたエーベルス・パピルスの中にある。
紀元前400年、ヒポクラテスは、片頭痛に先立って発生することがある視覚的前兆と、嘔吐中に起こりうるその緩和について説明した。カッパドキアのアレタイオスは2世紀に、吐き気を伴って現れる片側性の頭痛の症状について、症状の間の痛みのない時間についても含めて説明しているため、片頭痛の「発見者」だと認められている。
ペルガモンのガレノスは hemicrania（半分の頭）という言葉を用いていたが、これは後に英語で片頭痛を意味する migraine という言葉が生まれるきっかけとなった。彼は吐き気や嘔吐がしばしば発症に伴って現れることから、胃と脳の間には関係があるのではないかと考えたのである。アンダルシア生まれの医師で、アブー・アル＝カースィムとしても知られるアブルカシスは、頭に熱した鉄を当てることや、寺で切開してもらった部分にニンニクを入れることを提唱した。
中世においては、片頭痛は分離性の内科的疾患と考えられており、治療法も熱した鉄を使うものから瀉血、挙げ句の果てには魔法まであった。ガレノスの弟子たちは、片頭痛は悪性の胆汁が原因であるとした。イブン・スィーナーは自身のテキストで、片頭痛は「...小さな動き、飲食、音などが痛みを引き起こす...患者は話し声や光に耐えられず、暗闇に一人で休むことを好む」ものであるとした。アブー・バクル・モハマド・イブン・ザカリヤ・ラージーは、「...そしてそのような頭痛は、出産や中絶の後や、更年期や月経困難症の間に起こるものである」として、頭痛と女性の生涯の出来事との関連性に言及した。
アナトミカ図書館に蔵書されている、1712年に英国ロンドンで発行された本では、標準的な片頭痛と考えられる Megrim を含む主要5種類の頭痛タイプが解説されている。グラハムとウォルフは1938年に、片頭痛の解消には酒石酸エルゴタミンが良いとする研究論文を発表した。1950年にはハロルド・ウォルフが片頭痛研究の実験的アプローチを発展させ、趨勢が再び神経説に傾くにつれて批判を受けることになった、片頭痛の血管説の詳細を詰めた。

## 社会と文化

### 経済的影響
慢性的片頭痛の発症は、痛みや苦しみをもたらし生活の質（QOL）を下げることに加え、医療費の増大と生産性の損失をもたらす。欧州連合（EU）では、片頭痛は1年あたり270億ユーロ
以上と、最も費用のかかる神経疾患であると推定されている。1988年のある研究で、6ヶ月間の患者一人あたりの医療費は平均107ドルで、生産性の損失を含めた代償となると平均313ドルであることが分かった。また、片頭痛による生産性の損失で雇用主が被る代償は、患者一人あたり3,309ドルであると見積もられている。アメリカでの片頭痛関連の医療費は1994年に10億ドルにも上り、生産性の損失も1年あたり130億ドルから170億ドルと推定された。雇用主は、職場におけるさらなる理解を促進するため、片頭痛の影響について勉強すると良いだろう。9時から17時まで週5日働く職場モデルは、片頭痛患者には実行できないかもしれないのだ。教育と理解をもってすれば、雇用主は双方にとって実行可能な解決策を作ることで、雇用者と妥協できるのである。
日本の患者数は約840万人と推計されており、緊張性頭痛の半数以下とはいえ深刻な疾患であり、しかも「甘え」呼ばわりされることもある。頭痛による生産性の低下により、毎年2,880億円の経済的損失を日本経済にもたらしている。